# Середньонаддніпрянський говір

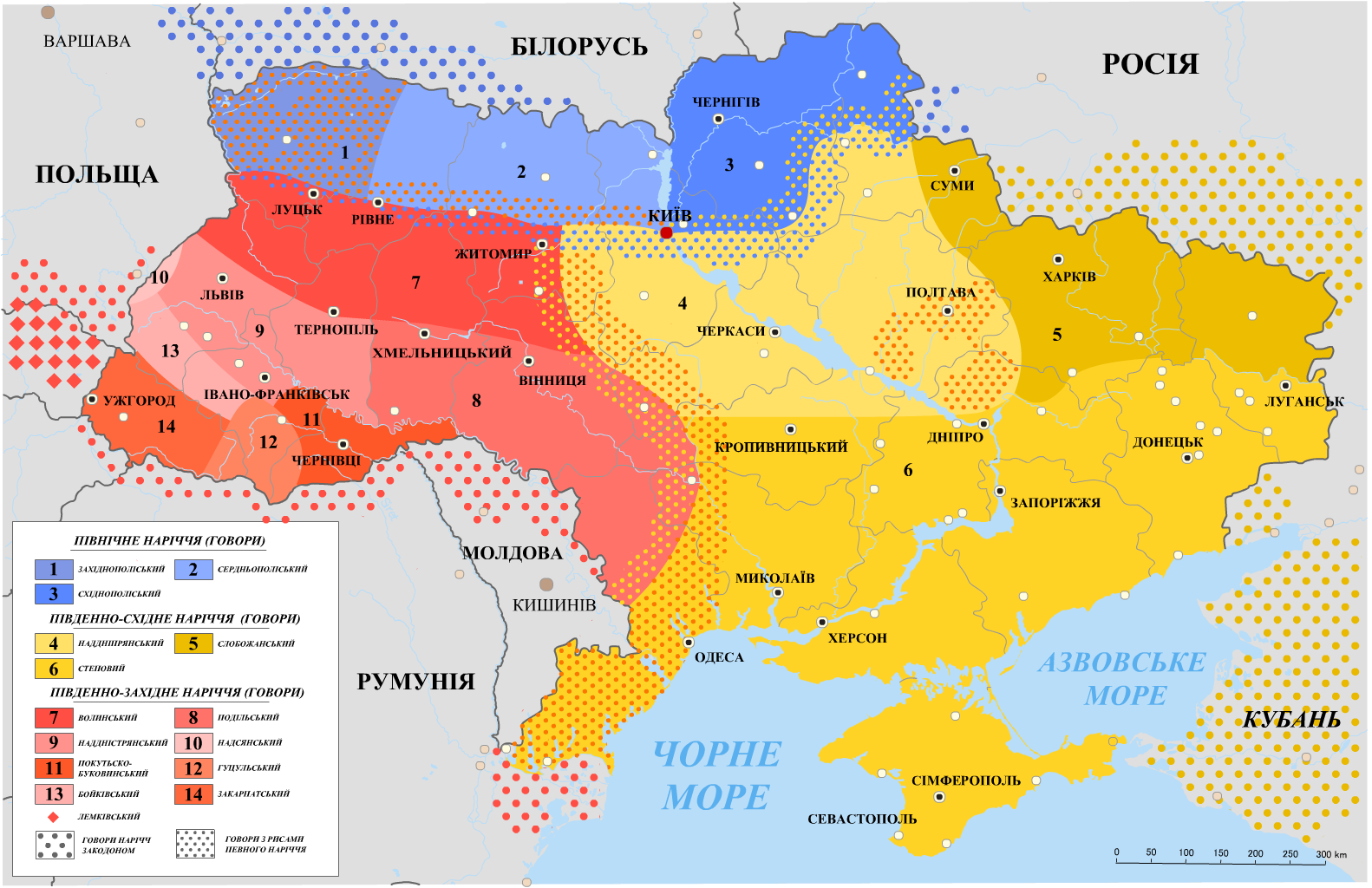
Карта українських нарічч і говорів (2005).
Середньонаддніпрянський говір (4)

Середньонаддніпря́нський говір — один з архаїчних говорів південно-східного наріччя, його генетичне ядро.
Охоплює центральноукраїнський ареал середньої течії Дніпра, поширений у південних районах Київської, південно-західних районах Сумської, Черкаської, Полтавської, північних районах Кіровоградської і Дніпропетровської областей; межує на півночі з середньополіським і східнополіським говорами, на сході — зі слобожанським говором, на півдні — зі степовим говором, на заході — з подільським і волинським говорами.
Внутрішню, відносно незначну диференціацію середньонаддніпрянського говору зумовлює поширення явищ, типових для південно-західного наріччя і північного наріччя; ряд виразних рис мають правобережночеркаська та східнополтавська говірки.
Середньонаддніпрянський говір структурно близький до нової української літературної мови.

## Фонетика
Фонетичну систему середньонаддніпрянського говору характеризують такі риси:
1) шестифонемний наголошений вокалізм:
| І |   |   |   |  |   | У |
|   | И |   |   |  |   |   |
|   |   | Е |   |  | О |   |
|   |   |   | А |  |   |   |

2) ненаголошений вокалізм залежно від ступеня збереження основних виявів фонем може мати такі типові структури: a)
| І |     |   |   | У |
|   | И/Е |   | О |   |
|   |     | А |   |   |

б)
| І |     |   | У/Оу |
|   | И/Е |   |      |
|   |     | А |      |

3) поширеними є зміни ненаголошених фонем [е] > [еи], [и] (сеилó, пóпил, пóгриб), в частині говірок [е] > [ае] (таепéр, маенé); переважно у східнополтав. говірках відзначено зміну [и] > [еи], [е], (чоботеи); [и] > [иі], [і] перед складом з наголошеним í (мінí); укання — зміна [о] > [оу], [у] переважно перед складом з наголошеними í, ý, рідше и́ (оуб’íд, муги́ла, учкýр);
4) переважно у пн. говірках давня фонема [о] в новоутв. закритих складах змінилася на [і] непослідовно, тому тут відзначено форми воз, кóстка. порóг, рáдост’;
5) нерегулярний розвиток давніх фонем: [о] як [е], [и] (либодá, лескотáти) та [а] (переважно перед складом з наголошеним á — пагáний, ганчáр); [ę] як [і] (колóдíз’); [ě] як [о] (хрон);
6) у частині полтав. говірок поширений особливий вияв [л] — ясенний або альвеолярний [л.], т. з. напівм'який «полтавський»: (бул.á, мол.окó, ходи́л.и);
7) наявність протетич. приголосних в, г, й (ворáти, гискáдра, Гадéса, йіроплáн); у пн. говірках протетичні часто відсутні (узóл, ýхо); як гіперичне до протези явище спостерігається втрата початкових етимол. приголосних (орóх «горох»);
8) більшості говірок властиве пом'якшення приголосних д, т, з, с, н перед і, що походить з давніх о, е; у частині сусідніх з подільськими правобережних говірок відсутнє пом'якшення перед і, що походить з давнього о;
9) збереження опозиції м'яких і твердих приголосних т ~ т’, ц ~ ц’, p ~ р’, а для частини говірок і ж ~ ж’, ш ~ ш’, ч ~ ч’ у позиції перед а (лош'а, волóч'ат’); посилення функц. навантаження [р’] (р’áма, гр'ад, гончáр’);
10) ослаблення функц. навантаження африкат [дз] > [з] (звін, зéркало), в окр. говірках зворотний процес (дз'аб «зяб», дзалéний «зелений»); [дж] > [ж] (хóжу, сижý); зміна звуків [ґ] > [г] (дзи́га, гýдзик); [ф] > [x], [кв], [хв], [п], [в], [м] (квартýх, хвáбрика, хóрма);
11) різнотиповість розвитку давніх сполук губний приголосний +j: а) збереження цієї сполуки (свйáто, жáбйачий), б) зрідка — втрата j з наступним пом'якшенням губного приголосного (жаб'ачий) і без пом'якшення (свати́й), в) поява на місці j вторинного епентетичного приголосного н’ (полумн'а, мн'акий);
12) зміна сполуки вн на мн (рíмний), сполуки чн на шн (помішни́к);
13) в окр. словах заступлення [т’] на [к’] (к'існи́й, к’íсто);
14) протиставлення дзвінких і глухих приголосних переважно зберігається; у частині лівобережних говірок відбувається оглушення дзвінких перед глухими і в кінці слова (одтказати). Наголос у С. г. динамічний, особливості його вияву часто вирізняють групи говірок; у правобережних говірках парокситоновий наголос займенників (мóго, твóго, тóго), числівника (однóго); особливістю цих же говірок є наголошування на закінчення дієслів (підé — підéм), подвійне наголошування деяких іменників (дрóва — дровá); пересунення наголосу характерне для пн. говірок (рунó, см'іт’:á), зрідка для південних (вузóл).

## Граматика
Специфіку С. г. у граматиці становлять такі риси:
1) у дав. в. одн. іменників ч. р. в більшості говірок переважають закінчення -ові, -еві (бáт'кові, конéві), тоді як у пн. говорах — -у (дýбу, гáйу);
2) здебільшого зберігається протиставлення твердої і м'якої груп іменників, проте у ряді говірок відбувається уніфікація за твердим різновидом (товáришові, кон’óві, гáйом, топóл'ойу);
3) у род. в. одн. іменників ж. р. виступає закінчення -и (сóли, рáдости);
4) у східнополтав. говірках у дав. і місц. в. мн. іменників з наголосом на основі зберігаються закінчення -ім, -ix (кóнім, на кóніх), а іменники колишніх t-основ у дав. в. одн. мають паралельні закінчення -ові і -ат-ові (тел’óві і тел’áтові);
5) у род. в. мн. ім. ж. р. мають різні закінчення: нульове та -іў, -иў, -оў (баб і бабíў, сестéр і сестри́ў, стріх і стрíхоў);
6) паралельні форми мають вказівні займенники та, ц'а у род. і ор. в. одн. (тóйі, тéйі, тíйі і тійéйі, тíйу, тóйу, тéйу і тійéйу), у непрямих відмінках з паралельних уживанішими є форми йім, на йóму, на йій, ніж з приставним [н] (ним, на ній);
7) у пн. говірках поширена стягнена форма прикметника (краси́ви, молоди́); у cx. частині лівобережних говірок твердий різновид відмінювання заступається м'яким (чóрн'ій «чорний», б’íл’íй «білий», на гáрн'іх); паралельні форми присвійного прикметника з флексією -и та -і (мáтеирини і матеириін'і);
8) інфінітив має форми на -ти і -т’ (ходи́ти і ходи́т’), у полтав. говірках — і на -т (ходи́т);
9) у більшості говірок у 1-й ос. одн. регулярне чергування д — ж/дж, т — ч, c — ш, з — ж, зд — ждж, ст — шч (води́т’ — вóджу), яке не властиве частині пд. і cx. говірок (вóд’ý, крут’ý; так само і при творенні дієприкметників — вóд'аний, прóс'аний);
10) у частині говірок 3-тя ос. одн. теп. і майб. ч. має паралельні форми з кінцевим -т’ і без нього (хóде і хóдит’);
11) форми 3-ї ос. одн. дієслів І дієвідміни з основою на -j бувають усічені (слýха, зна) і повні (слýхайе, знáйе);
12) те саме дієслово може виступати із закін. І і II дієвідмін (вóз'ат’ і вóз'ут’, тóч'ат’ і тóч'ут’);
13) майб. ч. виражається двома формами (бýду роби́ти і робитиму).

## Лексика
У лексиці С. г. велика кількість локальних утворень, невідомих чи малопоширених в ін. діалектах, напр.: кл'уйдéриво «дятел», збóрник «очіпок», пшíнка, пшини́чка «кукурудза», леилéка, лилéґа «чорногуз», парóк «сніп соломи для покриття даху», мажáра «великий віз», конóшок «мала дитина», гайшáн «розбишака», вагани́ «ночви», рíпа «картопля» та ін.

## Історія виділення і дослідження
С. г. досліджували В. Богородицький, В. Брахнов, П. Бузук, І. Варченко, В. Ващенко, П. Гнєдич, О. Дорошкевич, Ф. Жилко, М. Йогансен, М. Кривчанська, А. Кримський, П. Лисенко, Г. Мартинова, В. Матвєєва, О. Маштабей, К. Михальчук, А. Могила, М. Наконечний, І. Омеляненко, А. Очеретний, Л. Прокопова, Є. Рудницький, С. Самійленко, Г. Тарасенко, Б. Ткаченко та ін.

## Середньонаддніпрянський говір в художній літературі
Особливості С. г. відбито у писемних пам'ятках XVII—XVIII ст., мові фольклору, художній літературі (І. Котляревський, Т. Шевченко, Є. Гребінка, П. Мирний, Г. Тютюнник та ін.).

## Відео
- Українськи діалекти: Середньонаддніпрянський [Архівовано 10 лютого 2022 у Wayback Machine.]